# Щ-216
Щ-216 — советская дизель-электрическая торпедная подводная лодка, принадлежит к серии X-бис проекта Щ — «Щука».

## История строительства
Лодка была заложена 23 июля 1939 года на заводе № 200 «им. 61 Коммунара» в Николаеве под строительным номером 1085.
30 мая 1941 года была спущена на воду и зачислена в состав Отдельного дивизиона ПЛ ЧФ. 20 декабря 1941 года вошла в состав ЧФ. В январе 1942 года проходила навигационный ремонт, 25 января вступила в строй.

## История службы
В период с 15 февраля по 6 марта 1942 года находилась в боевом походе, где имела неоднократные встречи с плавающими минами и шхунами.
10 марта 1942 года находилась на задании по доставке документов штаба ЧФ в Севастополь. 24 марта 1942 года произошёл налёт авиации на Туапсе, в результате чего был легко ранен командир ПЛ.
В период с 28 марта по 16 апреля 1942 года находилась в боевом походе в районе Зейтин-Бурну — Василико. Обнаружила 8 шхун, двигающихся в направлении Бургаса и 6 — в направлении Босфора. Лодка 4 раза погружалась, уклоняясь от обнаруженных самолётов. 7 апреля вышел из строя зенитный перископ. 13 апреля начала возвращение на базу. 16 апреля прибыла в Поти.
10 августа 1942 года перечислена в состав 2-го ДнПЛ Бригады ПЛ ЧФ с базированием на Батуми.
В период с 27 сентября по 18 октября 1942 года находилась в боевом походе. Утром 7 октября обнаружила конвой на рейде Сулины, при сближении с которым кратковременно села на мель, однако чуть позже совершила удачную торпедную атаку, в результате которой был потоплен румынский приёмно-транспортный рефрижератор «Карпати», перевозивший 3514 тонн германского военного имущества. Была контратакована немецкими тральщиками «R 165» и «R 166», сбрасывавшими глубинные бомбы. 14 октября начала возвращение в Батуми.
В период с 18 ноября по 7 декабря 1942 года находилась в боевом походе в районе дельты Дуная и острова Фидониси. Была атакована сторожевым катером противника, в результате чего вышли из строя гидроакустические средства, лаг, эхолот, ряд механизмов и множество измерительных приборов. В 1 и 6 отсеках началась течь, было повреждено ограждение носовых горизонтальных рулей, в корпусе образовались вмятины.
В период с 16 июля по 10 августа 1943 года находилась в боевом походе в районе Босфора. 6 августа произвела торпедную атаку конвоя, попав в германский танкер «Фируз», была контратакована румынским эсминцем «Реджеле Фердинанд», сбросившим 37 глубинных бомб. В результате взрывов были повреждены электроизмерительные приборы, арматура воздухопровода, захлопка глушителя дизеля.
В период с 11 августа по ноябрь 1943 года проходила ремонт.
В период с 27 ноября по 27 декабря 1943 года находилась в боевом походе. Согласно данным, полученным ПЛ Щ-209, была наведена на конвой, однако была обстреляна сторожевым катером. Лодка успела уклониться погружением.
В феврале 1944 года находилась в боевом походе в районе мыса Тарханкут. 10 февраля атаковала конвой, уничтожив вражеский корабль. Была контратакована ПЛ и морскими охотниками «Uj 103» и «Uj 106». Щ-216 затонула. Погибло 47 членов экипажа.
В марте 1944 года была исключена из состава ВМФ.

## Командиры
- 2 ноября 1939 г. — 21 ноября 1940 г. — Касьяненко И. И.
- 21 ноября 1940 г. — 1 февраля 1941 г. — Девятко А. В.
- 1 февраля 1941 г. — 10 февраля 1944 г. — Карбовский Г. Е.

## Обнаружение

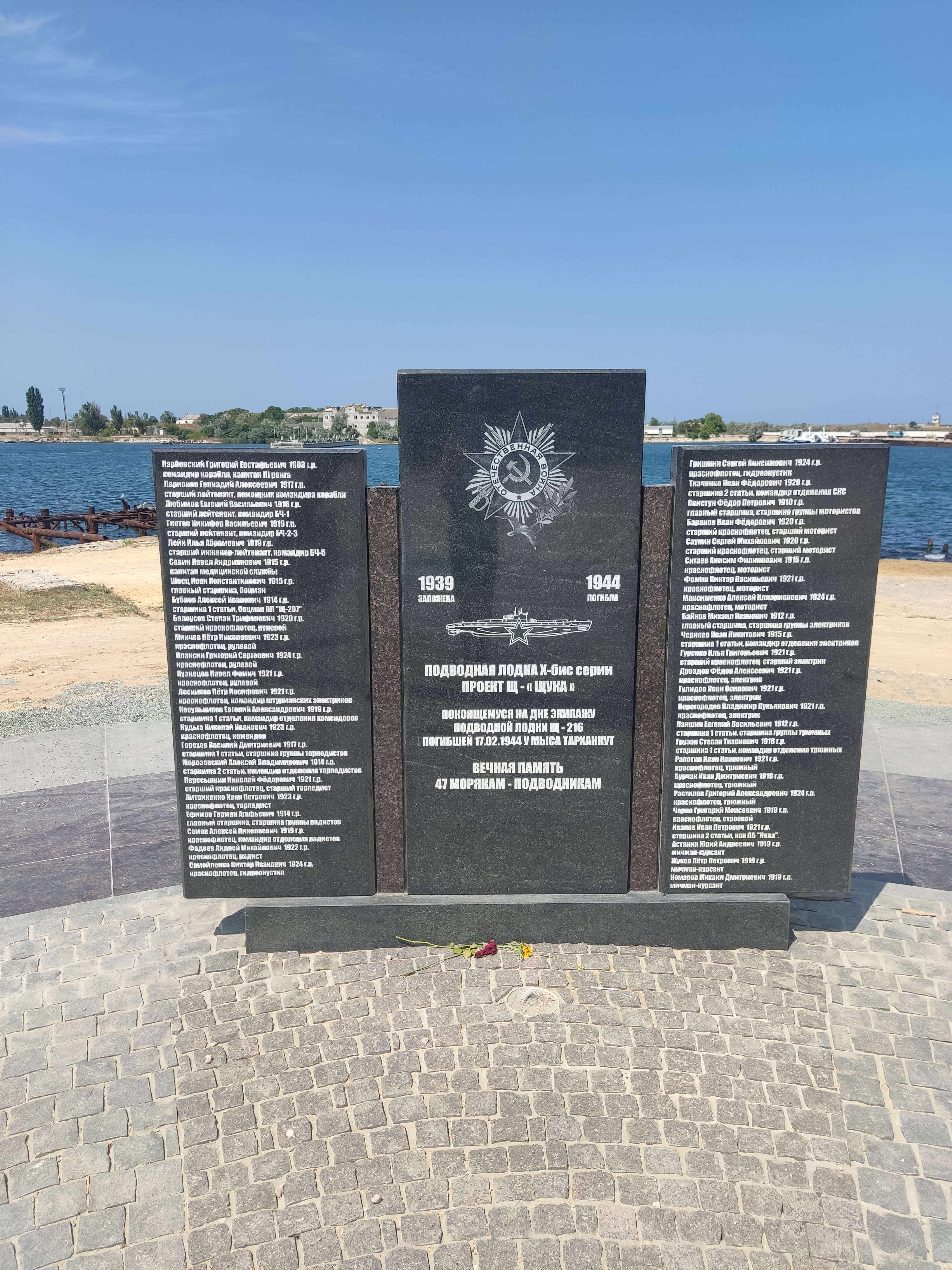
Памятник в Черноморском

По сообщению ТАСС, ПЛ была обнаружена 4 июля 2013 года у берегов мыса Тарханкут на глубине 52 метров. Председатель правительства АР Крым А. В. Могилёв заявил о том, что лодка затонула с небольшими повреждениями и что специалисты не исключают, что судно можно поднять со дна и законсервировать. Вся носовая часть остова покрыта тремя рыболовецкими тралами океанского типа. Лодка расположена на грунте на ровном киле с дифферентом на нос. Лёгкий корпус перед рубкой и за ней частично сорван взрывом. Все люки — в закрытом состоянии. Носовая артиллерия — на месте, кормовая — сорвана и лежит по правому борту. В носовой части обнаружена пробоина диаметром 2 на 4 метра.
26 августа 2013 года успешно завершился первый этап обследования остова ПЛ. В экспедиции приняли участие 2 украинских и 3 российских судна, среди них спасательное буксирное судно «Кременец», водолазные судна «Почаев» с обитаемым подводным аппаратом «Риф», и «ВМ-154», судно «Селигер» с аппаратами «Deep Worker» и «Обзор», и гидрографическое судно «ГС-86». По результатам исследований, в районе 1 и 2 отсеков обнаружена трещина, что создаёт угрозу разлома судна на 2 части. Помимо этого, существует высокая вероятность взрыва торпед в 1, 2, 4 и 7 отсеках.
22 сентября 2013 года завершился второй этап работ. Были подняты артустановки и детали корпуса. Установки были доставлены в Севастополь спасательным судном ВМФ РФ «Эпрон» и рейдовым буксиром ВМС Украины «Кременец».
В 2020 году в посёлке Черноморское Черноморского сельского поселения Крыма установлен памятник погибшим морякам ПЛ Щ-216 в виде двух якорей и рынды с именами погибших.